# James Rowan O'Beirne

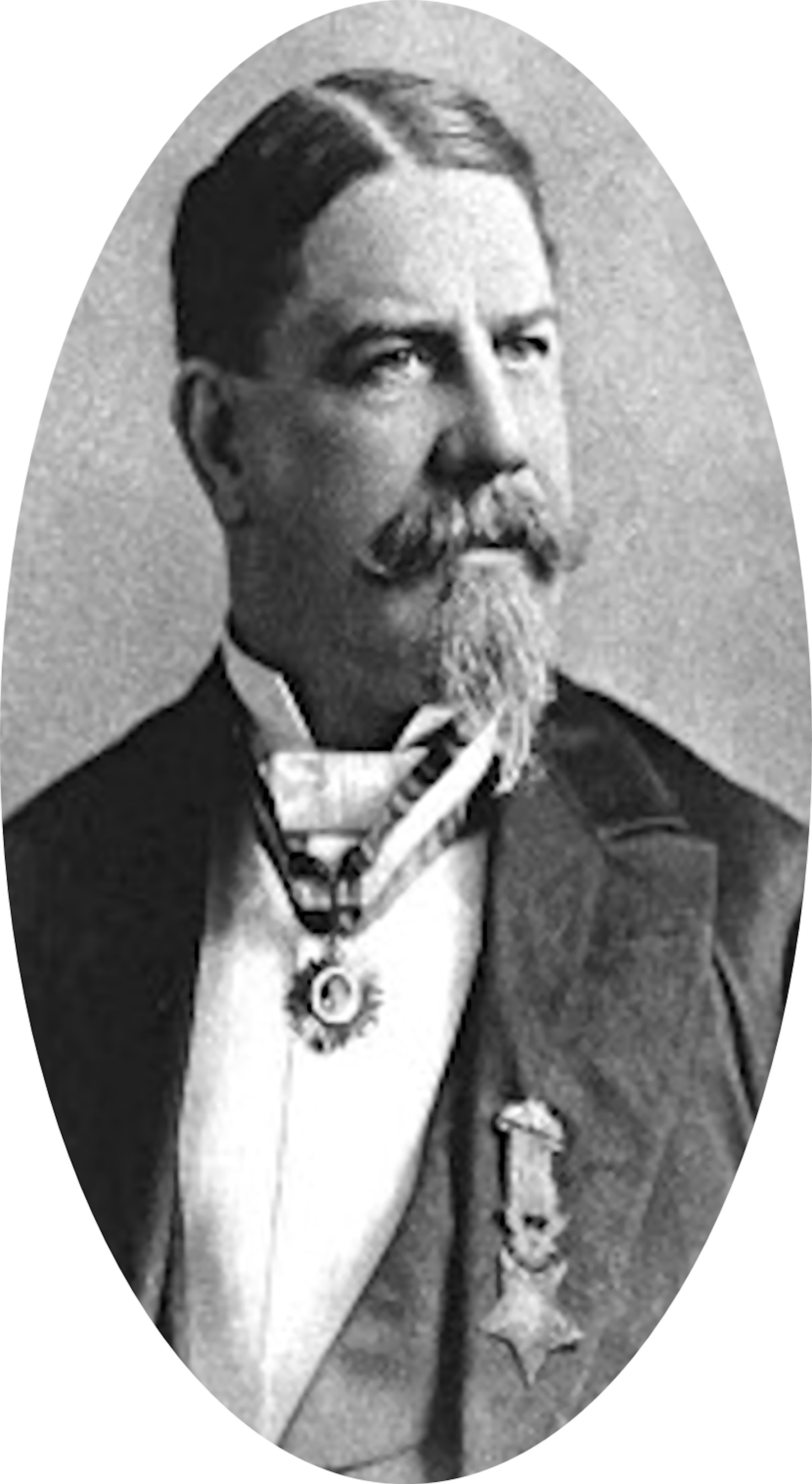
Portrait à l'occasion de la remise de la médaille d'honneur en 1880

James Rowan O'Beirne est un général de brigade américain de l'Union. Il est né le 25 septembre 1839 à Cappagh en Irlande et est décédé le 17 février 1917 à New York. Il est inhumé au Cavalry Cemetery à Woodside. Il est l'époux de Martha Susannah Brennan.

## Avant la guerre
James O'Beirne, qui n'est encore qu'un enfant, débarque à New York avec ses parents qui fuient la famine qui sévit en Irlande provoquée par la crise de la pomme de terre. Plus tard, il suit des études au St John's College et devient avocat.

## Guerre civile
Lorsque éclate la guerre, il s'enrôle comme soldat dans la milice new-yorkaise mais est mobilisé 2 mois plus tard et s'engage, en juillet 1861, au sein du 37e régiment d'infanterie des volontaires de New York, le célèbre « Irish Rifles », avec le grade de sous-lieutenant avant d'être promu capitaine en novembre. Il participe au siège de Yorktown, aux batailles de Williamsburg, de Fair Oaks, de Seven Days, à la seconde bataille de Bull Run, à la bataille de Fredericksburg.
Lors de la bataille de Chancellorsville, il est gravement blessé et, après sa convalescence, il est transféré dans le Corps des Vétérans Invalides de l'armée américaine avec le grade de capitaine. En juillet 1864, il est nommé major et breveté lieutenant-colonel, puis colonel.
En avril 1865, il est grand prévôt à Washington chargé de la sécurité du président Lincoln et participe activement à la poursuite et la capture de John Wilkes Booth et de ses acolytes.
En septembre 1865, il est promu général de brigade pour services rendus dans l'armée de l'Union et est démis de ses fonctions militaires le 30 janvier 1866.

## Après la guerre
Il devient journaliste au Washington Sunday Gazette puis au New York Herald, avec d'être nommé commandant en second chargé de l'Immigration sur Ellis Island.
Il est récipiendaire de la médaille d'honneur du Congrès en janvier 1891 pour ses actions menées lors de la bataille de Fair Oaks, avec cette citation : « Il a bravement gardé la ligne de bataille jusqu'à ce qu'il lui soit ordonné de se replier ».

## Distinctions
- Medal of Honor (États-Unis)